# ワーサル
株式会社ワーサルは、東京都渋谷区笹塚に本社を置くアクション俳優・女優中心の芸能事務所。

## 経歴
2002年11月　有限会社ワーサル　設立
2007年10月「株式会社ワーサル」登記変更。
2012年3月に『最多人数での同時バク転』（140人）がギネス世界記録認定。
12月　ワーサル福岡校　設立
2017年2月26日　靁凮刄設立
角田明彦が頭となり、忍野しのびの里（ワーサルと業務提携関係）を中心に活動開始。
6月に福岡市博多区にワーサル福岡支店を開設。
2018年9月　福岡校を福岡市東区松島から社領へ移転、
福岡校でAXEL（チアリーディングチーム）が設立される。
2020年2月22日　福岡黒田忍者隊　設立。
2022年4月　千葉県市川市行徳駅前に「ワーサル行徳校」オープン。
2017年に24時間テレビから更新された「最多人数での同時バク転」ギネス世界記録（160人）を、2022年12月に福岡市にて170人で再挑戦し、161人でギネス世界記録を更新。
2023年10月　兵庫県明石市に「ワーサル明石校」オープン。

## 所属

### タレント
- 小澤穂南
- 川添美和
- 北島康平
- 坂口拓
- 坂口茉琴
- 篠田果歩
- 角田明彦

### 団体
- ワーサルシアター
- 靁凮刄
- ワーサルチアリーディングチームAXEL(福岡校)
- 福岡黒田忍者隊
- ワーサルチアリーディングチームVixtars(明石校)
- ワーサルチアリーディングチームLEONES(行徳校)

## 支店
- 福岡支店（イベントプロモーション・人材派遣、福岡県福岡市博多区博多駅東2-5-28　博多偕成ビル8F）
- Aスタジオ（東京都渋谷区笹塚2-25-2 グランドガーラ笹塚B1）
- Bスタジオ（東京都世田谷区大原2-23-15 大原ビルB1）
- Cスタジオ（東京都世田谷区大原2-23-15 大原ビル9F）
- 福岡校（体操・バク転教室、チアリーディング、アクション、スタントマン派遣、福岡県福岡市東区社領２丁目７－４３）
- 行徳校（体操・バク転教室、チアリーディング、千葉県市川市行徳駅前２丁目１６−１ アルファボックスビル５F）
- 明石校（体操・バク転教室、チアリーディング、兵庫県明石市硯町１丁目１０−３１）